# Otis Charles
Edgar Otis Charles (* 24. April 1926 in Norristown, Pennsylvania; † 26. Dezember 2013 in San Francisco, Kalifornien) war bis zu seiner Pensionierung Bischof der Episcopal Diocese of Utah.
Seine Kindheit verbrachte er in New Jersey; seine erste Anstellung als Priester hatte er in Connecticut. Zwischen 1968 und 1982 war er Mitglied der Standing Liturgical Commission, die für die Entwicklung der 1979er-Ausgabe des Book of Common Prayer zuständig war. 1971 wurde er als Bischof von Utah gewählt und durch John Elbridge Hines sowie Richard S. Watson und Joseph Warren Hutchens geweiht. Er war in der Friedensbewegung aktiv und stellte sich dagegen, dass Nevada und Utah als Abschussstandorte der LGM-118 Peacekeeper ausgewählt würden. Im House of Bishops saß Charles dem Prayer Book Committee vor und war Mitglied des Bishops’ Committee on Racism. 1985 wurde Charles Dekan der Episcopal Divinity School. Charles wies bedeutende akademische Leistungen nach, mit zwei Doktortiteln (Doctor of Divinity sowie Doctor of Sacred Theology).
Nach seiner Pensionierung 1993 hatte Charles sein Coming-out und erklärte öffentlich, dass er schwul sei. Er war der erste christliche Bischof, der je diesen Schritt tat. Er wohnte bis zu dessen Tod im Juli 2013 zusammen mit seinem Lebensgefährten in San Francisco, wo er Mitbegründer der Oasis Commission war.